# Вела, Джош
Джошуа Джеймс Вела (англ. Joshua James Vela; род. 14 декабря 1993, Солфорд, Англия) — английский футболист, нападающий клуба «Флитвуд Таун».

## Карьера
Вела родился в Солфорде, Большой Манчестер и посещал среднюю школу Хоупа. В девять лет Джош стал игроком академии «Болтон Уондерерс», подписав профессиональный контракт в марте 2011 года. В возрасте семнадцати лет игроком серьёзно интересовался «Ливерпуль», но «Болтон» отклонил предложение «мерсисайдцев» в размере одного миллиона долларов.
В течение сезона 2011/12 Вела был оплотом команды резерва, однако, на три месяца выбыл из команд, поскольку сломал ногу в резервном матче с «Блэкберн Роверс» в ноябре 2011 года. Вернувшись в строй, он был награжден новым трехлетним контрактом в феврале 2012 года. Затем Веле дали футболку с номером 25 в основном составе клуба.